# Albert Roller
Albert Roller (ur. 1909, zm. 3 października 1947 w Landsberg am Lech) – zbrodniarz hitlerowski, komendant Lengefeld (podobozu KL Flossenbürg) i SS-Sturmscharführer.
25 września 1944 został komendantem (Lagerführerem) podobozu Lengefeld, znajdującego się w kompleksie obozowym Flossenbürg. Funkcję tę pełnił do ewakuacji obozu w kwietniu 1945. Roller dowodził jedną z kolumn więźniów podczas ewakuacji (marszu śmierci) z Lengefeld oraz innego podobozu – Zwickau. Brał aktywny udział w rozstrzeliwaniu więźniów niezdolnych do dalszego marszu. Zginęło wówczas przynajmniej dwustu więźniów.
Skazany przez amerykański Trybunał Wojskowy w procesie personelu Flossenbürga na karę śmierci. Wyrok wykonano przez powieszenie w więzieniu Landsberg w październiku 1947 roku.